# Artagnan
Artagnan település Franciaországban, Hautes-Pyrénées megyében. Lakosainak száma 509 fő (2022. január 1.). Artagnan Gensac, Liac, Sarriac-Bigorre és Vic-en-Bigorre községekkel határos.

## Népesség
A település népességének változása:
| Lakosok száma | 511  | 512  | 524  | 512  | 513  | 518  | 515  | 512  | 509  |
|               | 2013 | 2015 | 2016 | 2017 | 2018 | 2019 | 2020 | 2021 | 2022 |